# Християнство в Европа
Християнството е най-разпространеното вероизповедание в Европа. Християнството се изповядва по европейските земи още от 1 век след Христа, а за редица Павлови апостоли е засвидетелствано, че са живели в Гърция, както и в пределите на Римската империя. Според проучване на Pew Research Center през 2012 г. 76,2% от европейците са се самоопределили като християни. От тях, 48% са били римокатолици, а източноправославните са били 32%, а само 19% са принадлежали към някоя от протестантските църкви.

## Разцърковяване в Европа
Процесът на разцърковяване, наричан също и секуларизация, започва приблизително през XVIII в. и оттам насетне се изръшва постепенно отделяне на Църквата от държавата, а още по-късно и отделяне на Църквата от обществените дела.